# Hedysarum fallacinum
Hedysarum fallacinum là một loài thực vật có hoa trong họ Đậu. Loài này được Rech.f. & Aellen miêu tả khoa học đầu tiên.